# Le Temps
Le Temps (tiếng Pháp) nghĩa là Thời báo, là một tờ báo hàng ngày bằng tiếng Pháp do "Le Temps SA" ở Geneva, Thụy Sĩ phát hành, xuất bản theo "định dạng Berliner".
Đây là tờ báo hàng ngày tổng quát (không chuyên biệt) bằng tiếng Pháp duy nhất phát hành toàn quốc ở Thụy Sĩ.
Theo Phòng Nghiên cứu dư luận và xã hội (FÖG) của Đại học Zurich, tờ báo là "chất lượng cao".